# Piave Pinot grigio
Il Piave Pinot grigio è un vino DOC la cui produzione è consentita nelle province di Treviso e Venezia.

## Caratteristiche organolettiche
- colore: dal giallo paglierino al ramato secondo i sistemi di vinificazione.
- odore: intenso, caratteristico.
- sapore: vellutato, morbido e armonico.

## Produzione
Provincia, stagione, volume in ettolitri
- Treviso  (1990/91)  2808,21
- Treviso  (1991/92)  3717,23
- Treviso  (1992/93)  5393,93
- Treviso  (1993/94)  6018,9
- Treviso  (1994/95)  7297,92
- Treviso  (1995/96)  7237,53
- Treviso  (1996/97)  8595,2
- Venezia  (1990/91)  17,08
- Venezia  (1991/92)  255,57
- Venezia  (1992/93)  368,58
- Venezia  (1993/94)  449,89
- Venezia  (1994/95)  605,67
- Venezia  (1995/96)  426,09
- Venezia  (1996/97)  468,16